# Pass Giümela
Der Pass Giümela (deutsch Giümelapass) ist ein Saumpfad in den Schweizer Alpen und verbindet das Calancatal mit dem Bleniotal. Es ist ein eher selten begangener Übergang mit einem Wanderweg (weiss-rot-weiss markiert) von Rossa (Graubünden) ins Val Pontirone (Tessin). Eine Zweitageswanderung führt bei der Capanna Cava vorbei. 
Die lange Bergkette, die das Calancatal nach Westen begrenzt und deren Bergrücken die Grenze zwischen den Kantonen Graubünden und Tessin markiert, hat nur zwei markierte Übergänge: den Giümela und die Bocchetta di Pianca Geneura (2366 m), wobei ersterer der tiefere ist. Der Pass wurde im Mittelalter für den Warenaustausch und Personenverkehr zwischen den alten Eidgenossen in der Leventina und den Herren Trivulzi im Misox benützt.
Das Toponym "Giümela" stammt vom lateinischen «gemellus» (Zwilling). Bei der Alpe di Giümela treffen die zwei Weiden des Giümelatals und des Vedrign zusammen. Der Pass wird auch als "Brautpass" (Passo delle spose) bezeichnet, weil Pontironesen über den Pass gingen, um ihre Freunde im Val Calanca zu heiraten.

## Einzelnachweise

Val Pontirone mit Pass Giümela